# Aardbeipuntkogeltje
Het aardbeipuntkogeltje (Ramularia grevilleana) is een schimmel behorend tot de familie Mycosphaerellaceae. Het komt alleen voor planten uit de Rozenfamilie. Symptomen van deze ziekte verschijnen eerst als ronde, donkerpaarse vlekken op het bladoppervlak.

## Ontwikkelingscyclus
Het mycelium ontwikkelt zich in het parenchymweefsel van levende bladeren en produceert trossen conidioforen die door de huidmondjes naar buiten steken. Conidiale sporen worden ongeslachtelijk geproduceerd op de toppen van de conidioforen. Wanneer het weer gunstig is, d.w.z. vochtig, veroorzaken deze sporen secundaire infecties op naburige planten. Ze worden overgedragen door regendruppels. In de herfst en ook tijdens warmere periodes in de winter vormt de schimmel pseudosclerotia op dode bladeren, waarop in het voorjaar weer conidiale sporen worden geproduceerd. Geslachtelijke voortplanting wordt echter zelden waargenomen. Op dode bladeren worden pseudothecia met zakjes geproduceerd, waarin seksuele sporen - ascosporen worden gevormd.
De schimmel overwintert voornamelijk als saprotroof in de vorm van pseudosclerotia. De daarin geproduceerde conidia veroorzaken een primaire infectie. Soms wordt een dergelijke infectie ook veroorzaakt door ascosporen, maar vanwege de zeldzaamheid van hun vorming is hun rol bij het infecteren van planten verwaarloosbaar.

## Kenmerken
Het hyfen is kleurloos, gesepteerd, licht vertakt, 1-4 μm breed, en vormen kleine tot matig grote mycelia met een diameter van 10-50 μm. Conidioforen komen voor in kleine of matig talrijke bundels, los of dicht, recht tot geniculair. Ze zijn 1,5–5 (6) μm dik en 10–40 (50) μm lang, zeer zelden meer. Ze zijn kleurloos en glad, zonder of met weinig septum. De littekens na het loslaten van de sporen zijn donkerder. Conidia worden afzonderlijk of in korte ketens gevormd, soms vertakt. Ze zijn cilindrisch, kleurloos, 1-3 cellen, 15-45 × 2,5-4,5 μm groot en hebben een vrijwel glad oppervlak.
De pseudosclerotia hebben een diameter tot 1 mm, zijn bolvormig en bestaan uit plantenweefsel dat door de schimmel is vernietigd en overgroeid is met mycelium.
De pseudothecia zijn bolvormig, bruin, hebben een brede mond, een licht convexe bodem en een afmeting van 150–180 × 140–170 μm. Ze produceren bolvormige dubbelwandige sporenzakjes met afmetingen 35–45 × 7–10 μm. Ascosporen zijn olijfgroen en tweecellig, waarbij de bovenste cel iets groter is dan de onderste en meten 13–15 × 3–4 μm.

## Waardplanten
- Argentina anserina (Zilverschoon)
- Comarum palustre (Wateraardbei)
- Drymocallis rupestris (Rotsganzerik)
- Fragaria ananassa (Aardbei)
- Fragaria chiloensis
- Fragaria moschata (Grote bosaardbei)
- Fragaria vesca (Bosaardbei)
- Fragaria virginiana
- Fragaria viridis (Heuvelaardbei)
- Potentilla argentea (Viltganzerik)
- Potentilla aurea
- Potentilla bungei
- Potentilla chrysantha
- Potentilla crantzii
- Potentilla divaricata
- Potentilla erecta (Tormentil)
- Potentilla heptaphylla
- Potentilla humifusa
- Potentilla incana
- Potentilla inclinata
- Potentilla indica (Schijnaardbei)
- Potentilla intermedia (Middelste ganzerik)
- Potentilla longifolia
- Potentilla norvegica (Noorse ganzerik)
- Potentilla pedata
- Potentilla pensylvanica
- Potentilla pimpinelloides
- Potentilla pusilla
- Potentilla recta (Rechte ganzerik)
- Potentilla reptans (Vijfvingerkruid)
- Potentilla rivalis
- Potentilla silesiaca
- Potentilla sterilis (Aardbeiganzerik)
- Potentilla supina (Liggende ganzerik)
- Potentilla thuringiaca
- Sibbaldianthe bifurca
- Waldsteinia ternata